# Днепроспецсталь (мини-футбольный клуб)
«Днепроспецсталь»  — украинская мини-футбольная команда из Запорожья, многократный призёр чемпионата Украины по мини-футболу.

## История
Команда создана в 1995 году. На момент создания за «Днепроспецсталь» выступали в основном рабочие одноимённого завода.
В дебютном сезоне 1995/96 высшей лиги чемпионата Украины по футболу «Днепроспецсталь» занимает высокое третье место. В следующем сезоне 1996/97 команда повторяет своё достижение, заняв третье место в чемпионате, добавив к этому выход в финал кубка, в котором «ДСС» проигрывает одесскому «Локомотиву» со счётом 5:3.
Следующие два сезона подряд «ДСС» под руководством тренера Владимира Олейника занимает четвёртое место.
С 2000 по 2003 годы «Днепроспецсталь» приходит к финишу чемпионата третьей, а в 2004 году, наконец, занимает второе место. Помимо этого, «ДСС» становится обладателем Кубка Украины 2002, а также Кубка Лиги 2005.
Последние три сезона в своей истории «ДСС» проводит менее удачно, занимая дважды девятое и один раз шестое место. В 2007 году руководство завода прекращает финансирование профессиональной команды, в связи с чем «ДСС» завершает выступление в высшей лиге чемпионата Украины.

## Достижения
- Чемпионат Украины по мини-футболу:
серебро (1) — 2004,
бронза (6) — 1996—1997, 2000—2003.
- Кубок Украины по мини-футболу:
победитель (1) — 2002,
финалист (2) — 1997, 2004.

## Известные игроки
За время существования команды в её составе выступали обладатель бронзовых медалей на чемпионате мира Олег Зозуля, вице-чемпионы Европы Фёдор Пилипив и Рамис Мансуров, а также чемпионы мира среди студентов Василий Сухомлинов, Евгений Рогачёв, Михаил Романов.